# Биста Драгољуба Петковића у Власотинцу
Драгољуб Петковић Столе (1920—1963) био је организатор устанка и командант друге српске ударне бригаде. Биста са његовим ликом налази се у Власотинцу на тргу који такође носи његово име.